# Jaskinia Malinowska
Die Höhle Jaskinia Malinowska ist eine Schauhöhle in dem Gipfelbereich des Malinów im Massiv der Schlesischen Beskiden in den westlichen Karpaten in Polen.
Der Name leitet sich von dem Berg Malinów ab.
Die Höhle liegt bei Wisła, ist ca. 230 Meter lang und hat einen Eingang auf einer Höhe von ca. 1080 m n.p.m.